# Erich Köhrer
Erich Köhrer (eigentlich: Erich Herz, Pseudonyme auch Erich Wendlandt und Werner Reinhold sowie Momus und Hier oder Jobs; geboren 1. Juni 1883 in Aachen; gestorben 11. Februar 1927 in Berlin) war ein deutscher Autor aus jüdischer Familie. Er wirkte unter anderem als Kritiker, Journalist, Dramatiker, Schriftleiter bei der Dresdener Rundschau sowie als Herausgeber beispielsweise der Zeitschrift Das Theater.

## Leben und Werk
Köhrer wurde zur Zeit des Deutschen Kaiserreichs als Mitglied der jüdischen Familie Herz in Aachen geboren und hieß ursprünglich Erich Herz.
Von 1909 bis 1912 war er als Erich Köhrer Herausgeber der Zeitschrift Das Theater.
Im Ersten Weltkrieg diente Köhrer „im Feindesland“ zeitweilig Seite an Seite mit dem Bankier Hans von Bleichröder, dem er seine 1915 erschienene Schrift Zwischen Aisne und Argonnen: Eindrücke und Erlebnisse an der Schlachtfront widmete.
Zu Beginn der Weimarer Republik gab Köhrer ab 1919 bis 1924 das den Stummfilm behandelnde Periodikum Der Film heraus.
Anfangs gemeinsam mit Max Worgitzki trat er ab 1922 als Herausgeber der Bücherreihe Deutsche Städte – deutsches Land hervor.
Ab 1924 zeichnete Köhrer als Herausgeber des Blattes Deutsche Arbeit und leitete als Vorstand die Deutsche Verlags-Aktiengesellschaft.
Erich Köhrer stand im Schriftwechsel mit Kurt Tucholsky. Er starb 1927 in Berlin im Alter von nur 43 Lebensjahren.

## Schriften (Auswahl)
- Zwischen Aisne und Argonnen. Eindrücke und Erlebnisse an der Schlachtfront,  mit 36 Bildern nach Aufnahmen der Herren Hans Böhm und Alfred Sprinz, Berlin: Concordia, 1915; online-Digitalisat der Universitäts- und Landesbibliothek Darmstadt
- Auf Hindenburgs Siegespfaden. Winter-Eindrücke an der preußisch-polnischen Schlachtfront, Berlin: Concordia, 1915
- Unter der Herrschaft des Bolschewismus. Berichte ... aus den Tagen der Räteregierung im Baltikum. Gesammelt und eingeleitet von Erich Koehrer, Berlin: Firn, [1919]
- Rheinische Wirtschaftsnot, 1.–3. Tsd., Berlin: Deutsche Verlagsgesellschaft für Politik und Geschichte, 1921

als Herausgeber:
- Deutsche Stadt - deutsches Land. Eine Bücherreihe,
  - Bd. 1: Erich Köhler, Max Worgitzki (Hrsg.): Ostpreussen. Seine Entwicklung und seine Zukunft. Ein Sammelwerk, unter Mitwirkung führender Persönlichkeiten Ostpreussens und mit besonderer Förderung des Oberpräsidiums, 4. Auflage, Berlin-Charlottenburg: Lima-Verlag, 1922
  - Bd. 7: Niedersachsen. Seine Entwicklung und seine Zukunft. Ein Sammelwerk unter Mitwirkung führender Persönlichkeiten des Niedersächsischen Wirtschaftsgebietes und mit besonderer Förderung durch die Vereinigung Niedersächsischer Industrie- und Handelskammern, Deutsche Verlags-Aktiengesellschaft, Berlin-Charlottenburg 2, 1924